# ОРУД

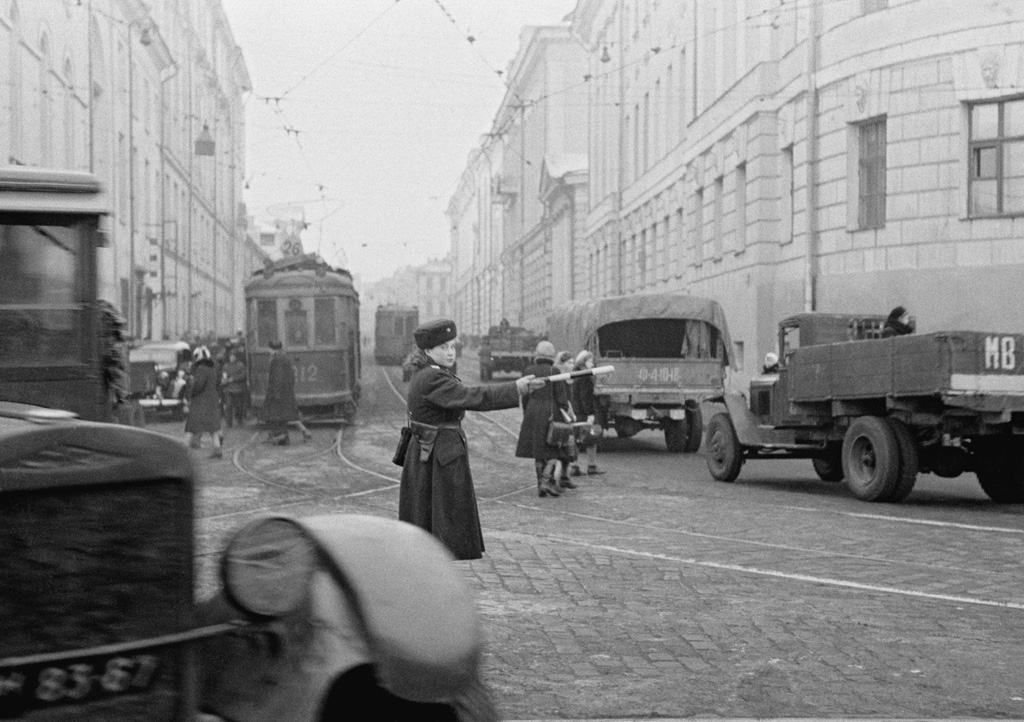
Регулировщица ОРУДа на Большой Никитской улице Москвы, ноябрь 1945

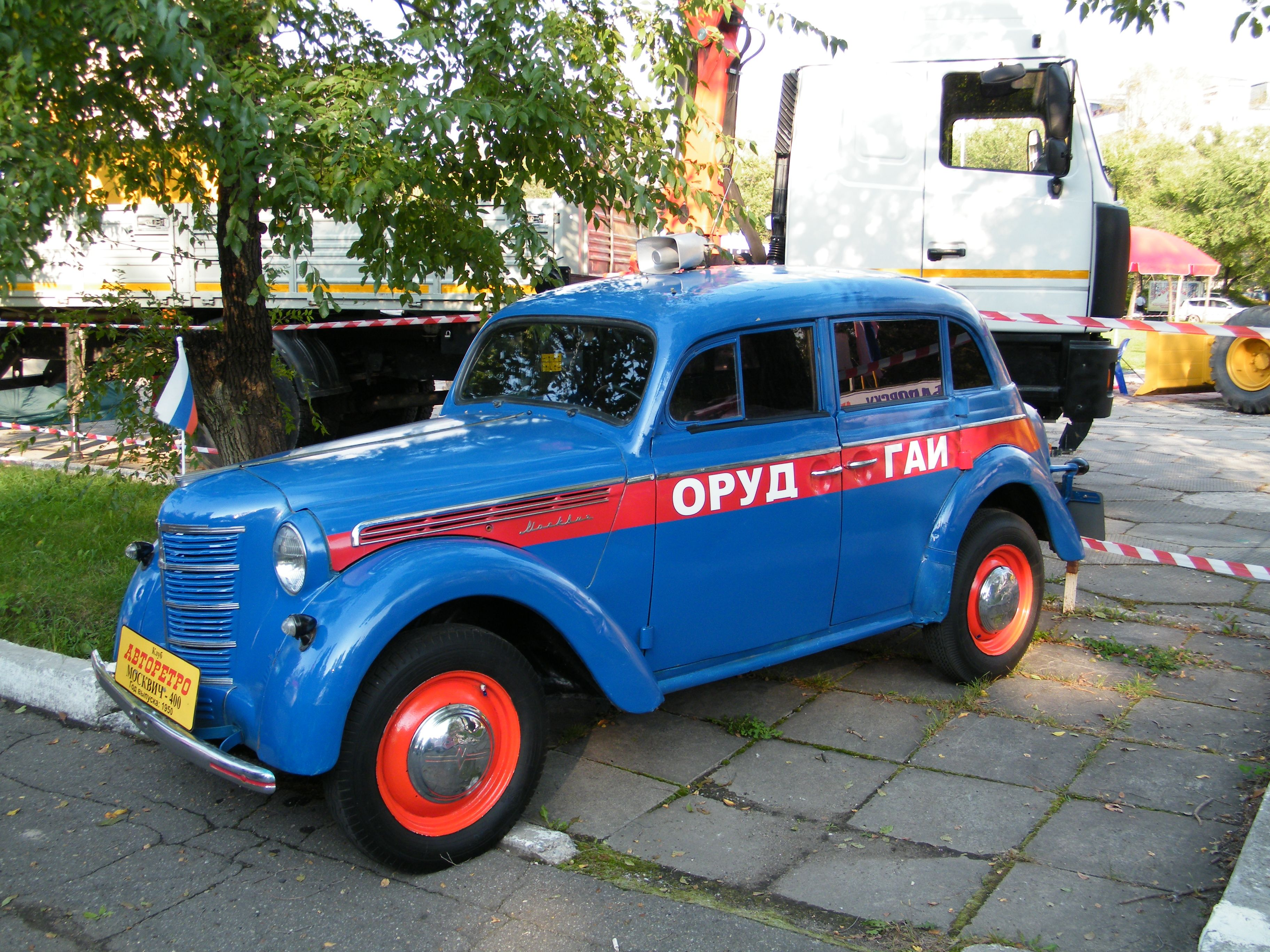
«Москвич-400-420» в окраске ОРУДа

Отдел по регулированию уличного движения (ОРУД) — структурное подразделение советской милиции, занимавшееся регулированием дорожного движения.

## История
В связи с увеличением количества автотранспорта в СССР, к началу 1930-х годов возникла необходимость организации движения транспортных средств.
В мае 1931 года при управлении РКМ Москвы был образован специализированный отряд регулирования уличного движения, начальником которого был назначен депутат Моссовета Борис Михайлович Соколов, а старшим инспектором — Василий Сергеевич Чугунов.
В 1961 году ОРУД и ГАИ объединили в единую структуру.

## Упоминание в художественных произведениях
«Дядя Стёпа»-милиционер, С.Михалков:

Возле площади затор —

Поломался светофор:

Загорелся жёлтый свет,

А зелёного всё нет…
Сто машин стоят, гудят

С места тронуться хотят.

Три, четыре, пять минут

Им проезда не дают.
Тут сотруднику ОРУДа

Дядя Стёпа говорит:

— Что, братишка, дело худо?

Светофор-то не горит!

«Песня автомобилиста», В. Высоцкий:

Я в мир вкатился, чуждый нам по духу,

Все правила движения поправ, —

Орудовцы мне робко жали руку,

Вручая две квитанции на штраф.

«Песня конькобежца на короткие дистанции, которого заставили бежать на длинную, а он не хотел», В. Высоцкий:

И наш тренер, экс- и вице-чемпион
 ОРУДа, 

 Не пускать меня велел на стадион,
 Иуда! 

 Ведь вчера мы только брали с ним с тоски
 по «банке», 

 А сегодня он кричит: «Меняй коньки
 на санки!»

«Эра Милосердия», Братья Вайнеры, телевизионный сериал «Место встречи изменить нельзя»:

Да ни за что меня там неделю продержали. Я с картошкой приехал — грузовик пригнал в ОРС завода «Борец», у них с нашим совхозом договор есть, — разгрузил картошку и собрался уже назад ехать, а на Сущевском валу «ЗИС-101» выкатывает на красный свет и на полном ходу в меня — шарах! Меня самого осколками исполосовало, а они там, в легковой-то, конечно, в кашу. А пассажир — какая-то шишка на ровном месте! Ну конечно, сразу здесь орудовцы, из ГАИ хмыри болотные понаехали, на «виллисе» пригнал подполковник милицейский — шухер, крик до небес! И все на меня тянут! Я прошу свидетелей записать, которые видели, что это он сам в меня на красный свет врубил, а они все хотят носилки с пассажиром тащить. Ясное дело, одна шатия! Хорошо хоть, сыскались тут какие-то доброхоты, адреса свои дали, телефоны. А меня везут на Мещанку — там у них городское ГАИ, — свидетельствуют, проверяют, не пьяный ли я. А у меня с утра маковой росины
во рту не было.